# Benita Ferrero-Waldner

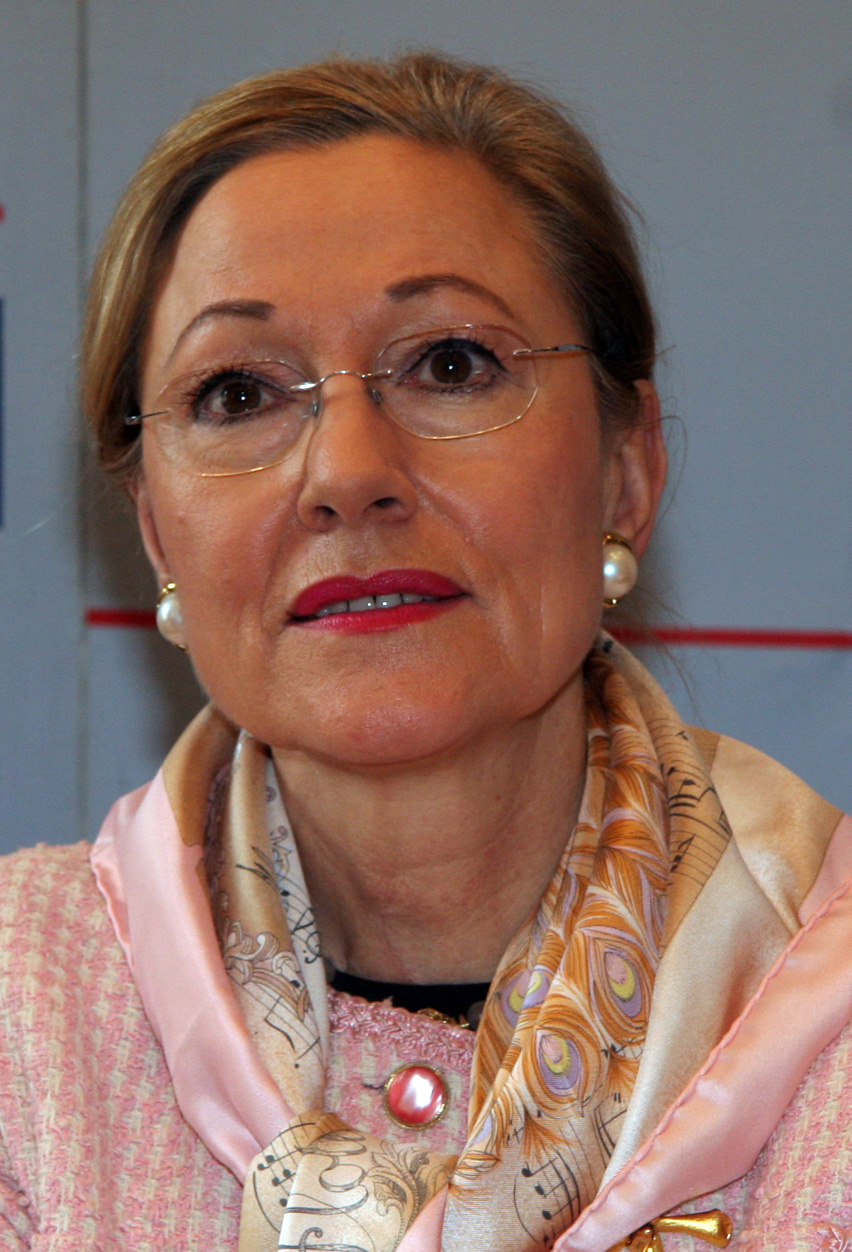
Benita Ferrero-Waldner

Benita Ferrero-Waldner, född 5 september 1948 i Salzburg, är en österrikisk politiker och tidigare utrikesminister och EU-kommissionär. Hon är medlem av det konservativa partiet ÖVP.

## Biografi
Ferrero-Waldner är jurist från Salzburgs universitet och arbetade 1984–1995 som diplomat, bland annat FN:s generalsekreterare Boutros Boutros-Ghalis protokollchef. Åren 1995-2000 var hon statssekreterare i en socialdemokratiskt ledd regering och 2000-2004 utrikesminister i Wolfgang Schüssels konservativa regering. Hon var ÖVP:s kandidat i valet till förbundspresident 2004, men där förlorade hon mot den socialdemokratiska motkandidaten Heinz Fischer.
Istället blev Ferrero-Waldner senare samma år (2004) utnämnd till EU-kommissionär i första Barroso-kommissionen, med ansvar för unionens yttre förbindelser. Som kommissionär spelade hon en nyckelroll vid frigivningen av fem bulgariska sjuksköterskor och en palestinsk doktor som dömts till döden i samband med HIV-rättegången i Libyen.
Efter att handelskommissionären Catherine Ashton utnämnts till EU:s höga representant för utrikes- och säkerhetspolitik bytte hon och Ferrero-Waldner portföljer 1 december 2009. Ferrero-Waldner var dock handelskommissionär i bara drygt två månader och avgick i samband med andra Barroso-kommissionens tillträde i februari 2010.